# Xystus
Gli Xystus sono una band progressive metal originaria 's-Hertogenbosch, Paesi Bassi.

## Storia
La band è stata fondata nel 1999 dal batterista Ivo van Dijk e dal cantante/chitarrista Bas Dolmans. Per promuovere il primo album, intitolato Receiving Tomorrow la band si è imbarcata prima in un tour dei Paesi Bassi di supporto ai connazionali Epica, Kamelot e Autumn, poi in un tour europeo di spalla ai soli Epica.
Il terzo album Equilibrio è un'opera rock composta da due atti a cui hanno partecipato come ospiti Simone Simons degli stessi Epica, George Oosthoek degli Orphanage, Michelle Splietelhof degli Schuhe das Manitu e John Vooijs del musical Tarzan. L'intera opera è stata esibita dal vivo per la prima volta a Utrecht davanti ad oltre 4.000 persone,
Tra il 2009 e il 2010 la band ha visto molti cambi di formazione.

## Formazione

### Formazione attuale
- Bas Dolmans - voce, chitarra (1999-)
- Francis - voce
- Bob Wijtsma - chitarra (2004-)
- Luuk Van Gerven - basso (2009-)
- Ivo van Dijk - batteria, tastiere (1999-)

### Ex componenti
- Jeroen Hoegee - chitarra
- Tim van Dijk - basso (1998-2007)
- Mark Brekelmans - basso (2007-2009)
- Pim van Drunen - tastiere (1998-2002)
- Koen van Barneveld - tastiere (Live)
- Desmond Robberegt - tastiere (2003-2004)
- Joris van de Kerkhof - tastiere (2004)
- Mathijs Suijck - batteria

## Discografia

### Album in studio
- 2004 - Receiving Tomorrow
- 2007 - Surreal
- 2008 - Equilibrio

### Singoli
- 2007 - My Chrysalis

## Videografia
- 2009 - Equilibrio the DVD DVD